# Muckwar
Muckwar (niedersorbisch Mukwaŕ) ist ein Ort im südbrandenburgischen Landkreis Oberspreewald-Lausitz. Er gehört zur Gemeinde Luckaitztal im Amt Altdöbern und war bis zur Eingemeindung am 31. März 2002 eine eigenständige Gemeinde.

## Lage
Muckwar liegt in der Niederlausitz im Naturpark Niederlausitzer Landrücken. Nördlich von Muckwar befinden sich der Altdöberner Ortsteil Ranzow und der Ortsteil Ogrosen von Vetschau/Spreewald. Im Osten folgen weitere Ortsteile von Altdöbern Reddern und Peitzendorf. Im Süden und Südwesten liegt Schöllnitz mit seinen Ortslagen Rettchensdorf und Neudöbern. Schöllnitz ist ebenso wie das weiter im Westen folgende Gosda mit seinen Ortslagen Zwietow und Weißag, ein Ortsteil von Luckaitztal. Im Nordwesten liegt der Ortsteil Buchwäldchen.
Zu Muckwar gehören die Wohnplätze Alte Försterei (früher Marienfasanerie) und Bohnenmühle. Ebenfalls in der Gemarkung lag das heute wüst gefallene Dorf Berlinchen. Der Ort liegt am Vetschauer Mühlenfließ, am Muckwarer Dorfgraben und am Muckwar-Redderner Graben; die Siedlung Bohnenmühle liegt am Peitzendorfer Feldgraben. Die westlich des Ortes liegende Teichlandschaft Buchwäldchen-Muckwar gehört seit dem 16. Januar 1997 zu den Naturschutzgebieten des Landes Brandenburg. Direkt am Ort liegen der Liehracksteich und der Schenkenteich.

## Geschichte

### Etymologie
Für die Deutung des Ortsnamens gibt es zwei Varianten. Nach der einen soll sich der Name vom sorbischen Wort Mokwjahs ableiten und nasses Dorf bedeuten, da der Ort an einem Gewässer angelegt wurde. Die andere Variante führt den Namen auf die sorbischen muka für Mehl und waris für kochen zurück. Letzte Variante wird von den meisten Sprachwissenschaftlern als wahrscheinlicher erachtet. 1346 lautete der Ortsname Mugkwa und 1527 Mugkaw. 1543 wurde der Ort Muckowar genannt, die heutige Form tauchte 1782 erstmals auf. Der sorbische Ortsname Mukwaŕ wurde im Jahr 1843 erwähnt.

### Ortsgeschichte

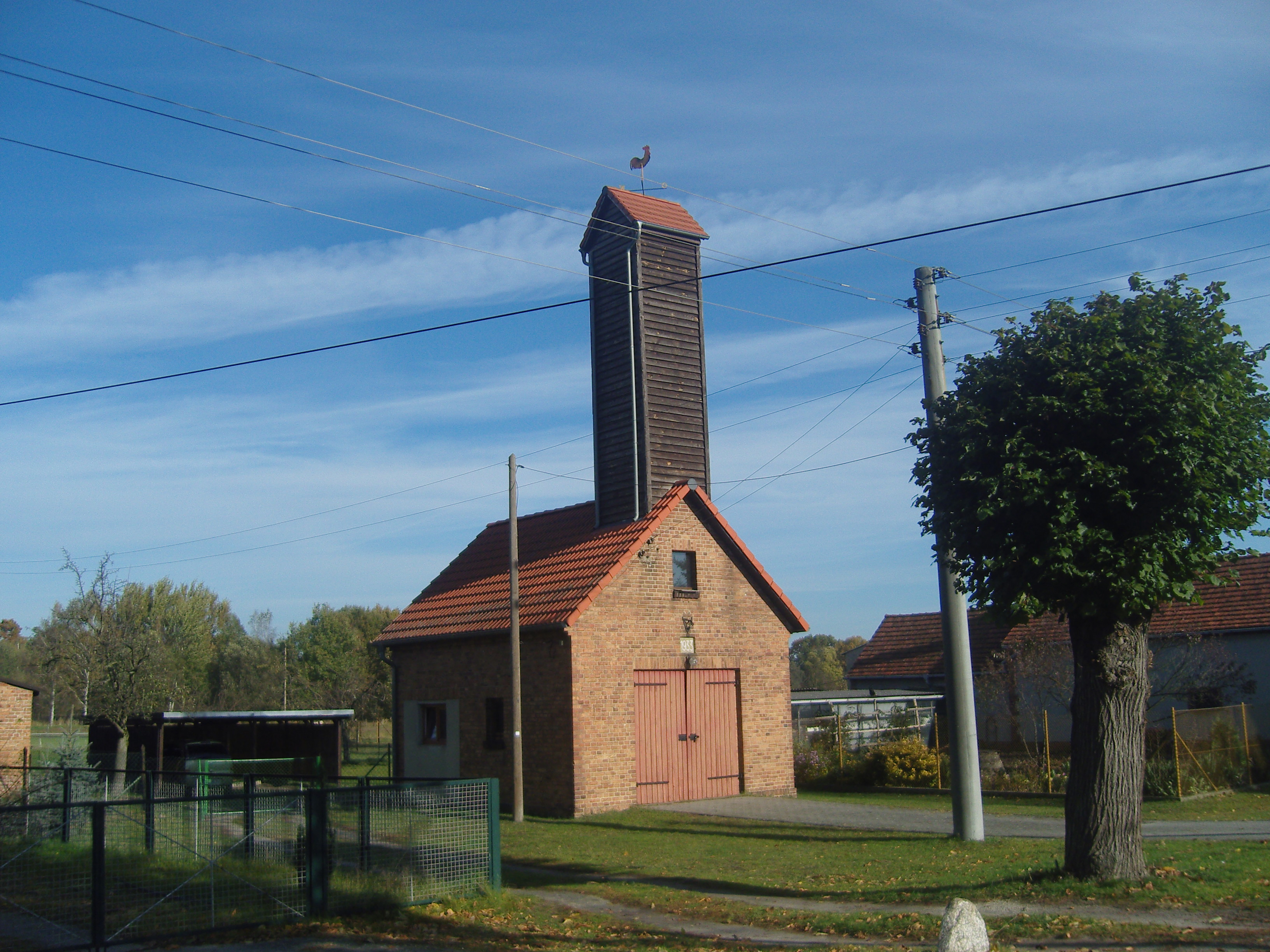
Historisches Feuerwehrhaus (erbaut 1933); das neue Feuerwehrhaus befindet sich in der Gutsscheune

Das Rittergut Muckwar entstand zwischen den Jahren 1000 und 1200. Im Jahr 1346 wurde das Dorf erstmals urkundlich als Mugkwa erwähnt. Zum Gutshof gehörten neben dem Gutshaus Nebengelasse wie Scheune, Ställe, Lehmhäuser der Tagelöhner. Heute wird das Gutshaus als Wohnhaus genutzt. Bei seiner Ersterwähnung gehörte Muckwar zum Markgraftum Niederlausitz und war somit ein Teil der böhmischen Kronländer, bis der Ort nach dem Frieden von Prag im Jahr 1635 zum Kurfürstentum Sachsen kam. Während des Dreißigjährigen Krieges wurde das Gutshaus von Muckwar im Jahr 1643 angezündet. Da der Brand auch auf angrenzende Gebäude übergriff, wurde fast das ganze Dorf zerstört, mindestens ein Kind starb dabei.
Anfang des 18. Jahrhunderts wurde Muckwar von der Adelsfamilie von Köckritz erworben. Während des Siebenjährigen Krieges wurde der Ort am 7. September 1759 von preußischen Truppen überfallen und geplündert. Im folgenden Jahr war Muckwar von einer Tierseuche betroffen. Im Schmettauschen Kartenwerk von 1767/87 ist das Dorf als Mouquar verzeichnet. 1774 lebten 16 Kossäten in dem Ort. Zu Beginn des 19. Jahrhunderts gab es in Muckwar 15 Häuser mit 80 Einwohnern, von den Haushalten waren je sieben Häusler und sieben Gärtner sowie eine Wüstung. Das Gut war dem Rittergut Altdöbern untergeordnet. Auch kirchlich gehörte der Ort zu Altdöbern. Ab 1806 gehörte Muckwar zum neu gebildeten Königreich Sachsen. Im Ergebnis des Wiener Kongresses wurde das Königreich Sachsen geteilt und der Calauische Kreis kam zum Königreich Preußen. Im folgenden Jahr wurde der Kreis aufgelöst und Muckwar kam zum neu gegründeten Kreis Calau im Regierungsbezirk Frankfurt der Provinz Brandenburg.

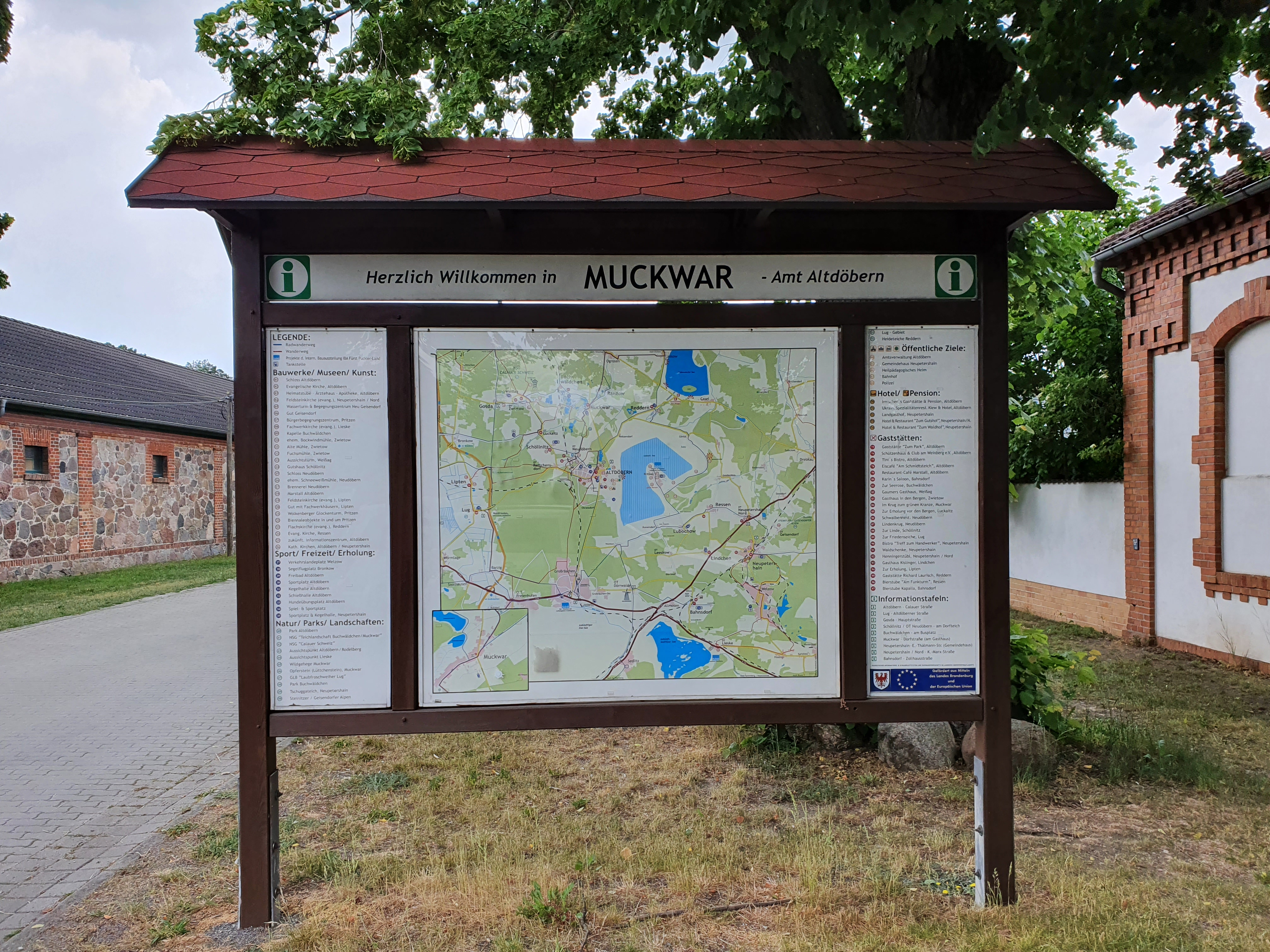
Touristische Informationstafel in Muckwar

Mitte des 19. Jahrhunderts hatte das Rittergut Muckwar eine Fläche von 2232 Morgen und eine Schatzung von 800 Gulden an die Lehnsherren abzugeben. Zusammen mit dem Rittergut Wüstenhain hatte Muckwar im Bedarfsfall ein Pferd zu stellen. Die Bewohner lebten von der Landwirtschaft und der Karpfenzucht. Laut der Topografisch-statistischen Übersicht aus dem Jahr 1844 gehörten zum Rittergut Muckwar zu dieser Zeit eine Kolonie und eine Schäferei. Der Ort hatte 31 Wohnhäuser und 174 Einwohner. Für das Jahr 1852 werden in Muckwar 195 Einwohner gezählt, die zur Gemeinde gehörenden Wassermühlen Bohnenmühle (hier fälschlicherweise als Baummühle verzeichnet) und Lehracksmühle hatten vier bzw. zehn Einwohner. Um diese Zeit war ein Herr Keyling, der auch Grundherr über mehrere andere umliegende Dörfer war, als Besitzer von Gut Muckwar verzeichnet. 1867 hatte die Landgemeinde Muckwar insgesamt 171 Einwohner, davon 164 in Muckwar. Zusätzlich zum Ort gehörten die Siedlungen Bohnenmühle mit zwei Einwohnern und Lehracksmühle mit fünf Einwohnern.

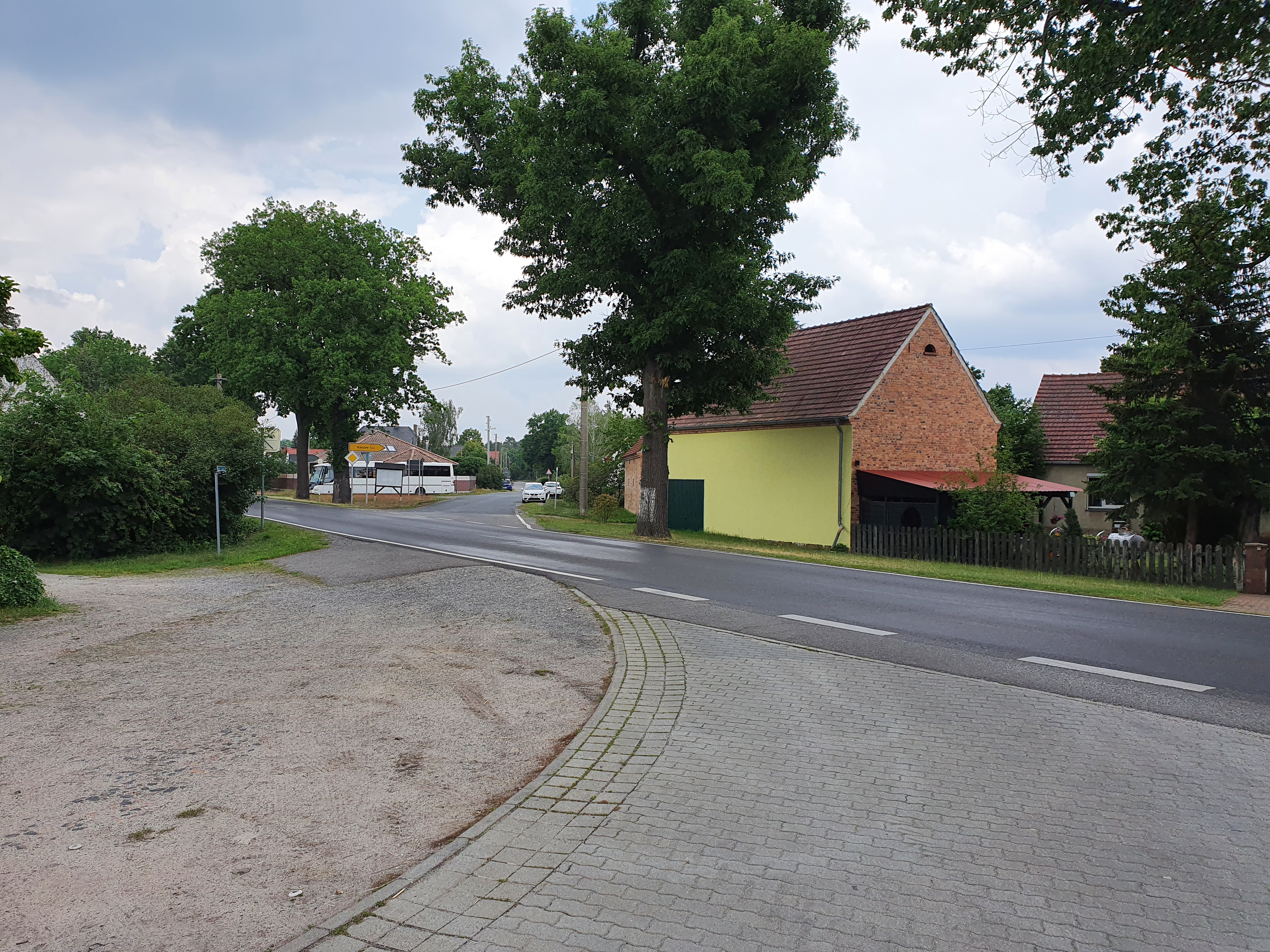
Ortsmitte

Bei der Volkszählung vom 1. Dezember 1871 setzte sich die Bevölkerung der Landgemeinde Muckwar wie folgt zusammen: Es gab 25 Familien im Ort, von den 132 Einwohnern waren 67 männlich und 65 weiblich. 40 Einwohner waren Kinder unter zehn Jahren und alle Einwohner waren evangelisch-lutherischer Konfession. Im Gutsbezirk lebten 10 Familien und insgesamt 51 Einwohner (davon 24 männlich und 27 weiblich), davon neun Kinder unter zehn Jahren. Im Jahre 1875 hatte Muckwar 175 Einwohner. 1877 leitete Rudolf Virchow Ausgrabungen an einem Findling. Dabei wurden Urnenscherben, gefunden, die sich im Museum für Frühgeschichte in Potsdam befinden. Mit seinen Ausgrabungen wollte Virchow beweisen, dass es sich bei dem Findling um einen Opferstein oder eine Kultstätte handelt. Einige Urnenscherben, die auf ein Begräbnis hinweisen, wurden dabei geborgen, die im Museum für Frühgeschichte in Potsdam aufbewahrt werden. Bei der Volkszählung zum 1. Dezember 1910 lebten in der Landgemeinde Muckwar 228 Einwohner und im gleichnamigen Gutsbezirk 51 Einwohner.
Um 1914 hatte das Gut Muckwar eine Gesamtfläche von 564 Hektar. Die Fläche bestand größtenteils aus Wald mit 267 Hektar und Ackerfläche mit 209 Hektar. Der Rest waren Wiesen, Wasserflächen und Wege. Zudem gehörte eine Ziegelei zu dem Gut. Damals wurde Muckwar von einem Rudolf Gleuck gepachtet. Die nächstgelegene Poststelle war in Altdöbern. 1917 wurde die Freiwillige Feuerwehr gegründet. Mit der Auflösung der Gutsbezirke in Preußen am 30. September 1928 wurde der Gutsbezirk Muckwar in die Landgemeinde eingegliedert. 1933 hatte Muckwar 256 Einwohner. Das Gut Muckwar gehörte zuletzt zu den Besitzungen des Heinrich Graf von Witzleben-Alt-Doebern, dieser wurde nach dem Ende des Zweiten Weltkrieges enteignet.
In der Sowjetischen Besatzungszone und ab 1949 in der DDR gehörte Muckwar weiterhin zum Landkreis Calau, der 1950 in Landkreis Senftenberg umbenannt und bei der DDR-Kreisreform am 25. Juli 1952 aufgelöst wurde. Seitdem gehörte Muckwar zum Kreis Calau im Bezirk Cottbus. Am 1. April 1970 wurde in Muckwar eine Kindertagesstätte eingerichtet, die bis heute existiert. In den 1980er Jahren lag Muckwar in einem Bergbauschutzgebiet des Feldes Calau-Süd im Lausitzer Braunkohlerevier und war durch die Devastierung bedroht. Nach der Wiedervereinigung lag Muckwar im Landkreis Calau in Brandenburg, am 1. Oktober 1992 schloss sich die Gemeinde mit dreizehn weiteren Kommunen zum Amt Altdöbern zusammen. Die Planungen zur Öffnung des Kohlefeldes Calau-Süd wurden nach der Wende verworfen. Der Landkreis Calau ging bei der Kreisreform im Dezember 1993 im neuen Landkreis Oberspreewald-Lausitz auf.
Am 31. März 2002 schloss sich Muckwar mit den Gemeinden Buchwäldchen, Schöllnitz und Gosda zur Gemeinde Luckaitztal zusammen. Der Ort gehört zur Kirchengemeinde Altdöbern und damit zum Kirchenkreis Niederlausitz.

## Einwohnerentwicklung
| Einwohnerentwicklung in Muckwar von 1875 bis 2001 | Einwohnerentwicklung in Muckwar von 1875 bis 2001 | Einwohnerentwicklung in Muckwar von 1875 bis 2001 | Einwohnerentwicklung in Muckwar von 1875 bis 2001 | Einwohnerentwicklung in Muckwar von 1875 bis 2001 | Einwohnerentwicklung in Muckwar von 1875 bis 2001 | Einwohnerentwicklung in Muckwar von 1875 bis 2001 | Einwohnerentwicklung in Muckwar von 1875 bis 2001 | Einwohnerentwicklung in Muckwar von 1875 bis 2001 | Einwohnerentwicklung in Muckwar von 1875 bis 2001 | Einwohnerentwicklung in Muckwar von 1875 bis 2001 | Einwohnerentwicklung in Muckwar von 1875 bis 2001 | Einwohnerentwicklung in Muckwar von 1875 bis 2001 | Einwohnerentwicklung in Muckwar von 1875 bis 2001 |
| Jahr                                              | Einwohner                                         | Jahr                                              | Einwohner                                         | Jahr                                              | Einwohner                                         | Jahr                                              | Einwohner                                         | Jahr                                              | Einwohner                                         | Jahr                                              | Einwohner                                         | Jahr                                              | Einwohner                                         |
| ------------------------------------------------- | ------------------------------------------------- | ------------------------------------------------- | ------------------------------------------------- | ------------------------------------------------- | ------------------------------------------------- | ------------------------------------------------- | ------------------------------------------------- | ------------------------------------------------- | ------------------------------------------------- | ------------------------------------------------- | ------------------------------------------------- | ------------------------------------------------- | ------------------------------------------------- |
| 1875                                              | 172                                               | 1933                                              | 256                                               | 1964                                              | 211                                               | 1989                                              | 137                                               | 1993                                              | 153                                               | 1997                                              | 149                                               | 2001                                              | 159                                               |
| 1890                                              | 178                                               | 1939                                              | 245                                               | 1971                                              | 210                                               | 1990                                              | 143                                               | 1994                                              | 160                                               | 1998                                              | 155                                               |                                                   |                                                   |
| 1910                                              | 279                                               | 1946                                              | 293                                               | 1981                                              | 177                                               | 1991                                              | 152                                               | 1995                                              | 157                                               | 1999                                              | 160                                               |                                                   |                                                   |
| 1925                                              | 295                                               | 1950                                              | 305                                               | 1985                                              | 155                                               | 1992                                              | 155                                               | 1996                                              | 151                                               | 2000                                              | 164                                               |                                                   |                                                   |

## Kultur und Sehenswürdigkeiten

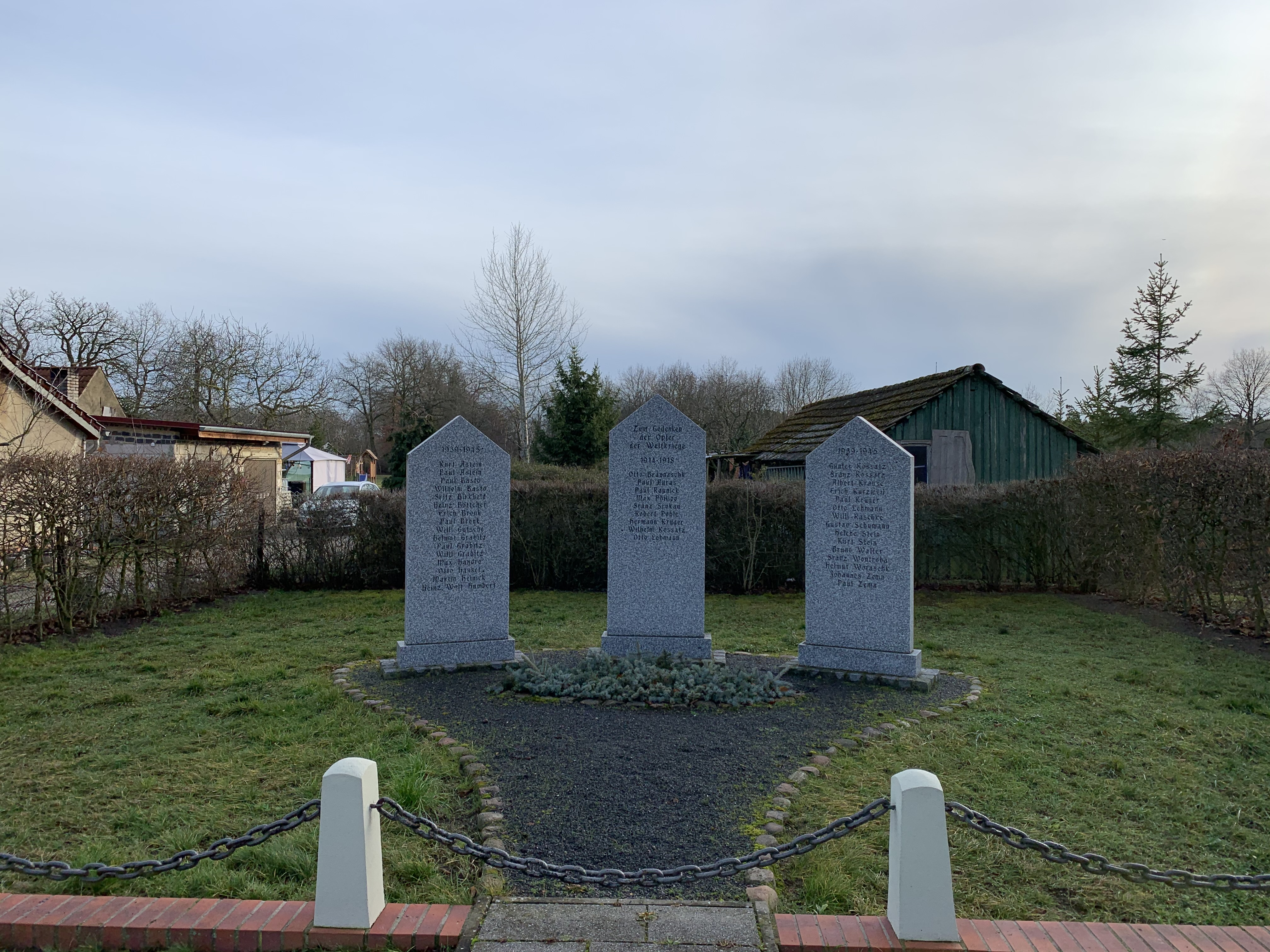
Kriegerdenkmal

- Im Ort befindet sich ein Denkmal für die Gefallenen des Ersten und Zweiten Weltkrieges.
- Auf dem Weg nach Neudöbern befindet sich der Opferstein, der auch Luttchenstein genannt wird. Der Stein hat ein Volumen von 4,5 Kubikmetern. Es wird vermutet, dass er teilzerstört wurde, da er kaum gerundete Formen und Bohrlöcher aufweist.

## Wirtschaft und Infrastruktur
Durch den Ort verläuft die Landesstraße 53 zwischen Calau und Altdöbern, im Ortszentrum zweigt die Verbindungsstraße nach Ranzow ab. Im nördlichen Gemarkungsteil von Muckwar zweigt außerorts zudem die Kreisstraße 6621 nach Buchwäldchen ab. Die Anschlussstelle Bronkow an der Bundesautobahn 13 liegt rund zwölf Kilometer Fahrstrecke westlich von Muckwar.